# 레스코군

포트카르파츠키에주 지도에 표시된 레스코군의 위치

레스코군(폴란드어: powiat leski)은 폴란드 포트카르파츠키에주에 위치한 군으로 군청 소재지는 레스코이며 면적은 834.86km2, 인구는 26,532명(2019년 기준), 인구 밀도는 32명/km2이다.
서쪽으로는 사노크군, 북쪽으로는 프셰미실군, 동쪽으로는 비에슈차디군과 접하며 남쪽으로는 슬로바키아와 국경을 접한다. 5개 지방 자치체(1개 도시형 농촌, 4개 농촌)를 관할한다.